# Los Shakers (banda española)
Los Shakers fueron una banda española de Rock fundada en Madrid, en torno a 1964 por los hermanos Ricardo y José Luis Sáenz de Heredia, su primo Fernando (alias "el Chino"), Paco Ruiz y Vicente Jesús Martínez. Se les considera (junto a grupos de otras partes del país como Los Salvajes, Los Cheyenes, Los No o Los Polares) precursores en España de lo que después dio en llamarse Garage rock.

## Biografía
Los hermanos Ricardo y José Luis eran hijos del famoso director de cine José Luis Sáenz de Heredia y, desde muy jóvenes, se declaraban admiradores del rythm and blues, el blues y el incipiente Soul llegado de Estados Unidos. Cuando montan la banda, se dedican a versionar temas de Sam Cooke, John Lee Hooker, Solomon Burke, The Rolling Stones o The Animals, lo que dota a su sonido de unas características muy alejadas del Beat melódico entonces dominante en el panorama nacional. A eso se une su peculiar forma de vestir (muy influida por el estilo mod) y la longitud de sus cortes de pelo. Todo ello les hace sumamente originales y reconocibles en la escena madrileña de mediados de los 60.
En 1965 llegaron a telonear a The Beatles durante su actuación en Barcelona. Ese mismo año participaron en las películas Megatón Ye-Yé y Zampo y yo. Algo que repetirían al año siguiente en la comedia La ciudad no es para mí. Sus canciones "No volveré" y "Me reiré" también sonaron en la banda sonora de la película Amor a la española (1967).
En 1965 se produjeron algunos cambios de formación, abandonando el grupo Paco Ruiz y José Luis Sáenz de Heredia, y entrando como sustituto el hispano-filipino Ricky Morales (hermano de Antonio Morales "Júnior", componente de Los Brincos), con lo que el grupo quedó constituido como cuarteto.
A finales del año 1966, el recién incorporado Morales y el miembro fundador Vicente Martínez abandonan la banda para integrarse en Los Brincos, en sustitución de Juan y Junior. Los Shakers se remodelan fichando a Boris Benzo y al británico David Waterstone. Pero solo aguantan unos meses, pues a mediados de 1967 terminan disolviéndose.
En su corta vida publicaron dos EP caracterizados por su sonido áspero; una mezcla entre las armonías del beat y la contundencia del rythm and blues que guarda evidentes paralelismos con el Garage rock que por aquel entonces practicaban cientos de bandas en Estados Unidos o con el estilo británico que luego se ha denominado Freakbeat. Lo que no impide que, en según qué momentos, hasta evoquen el sonido de los primeros Byrds. También colaboraron como grupo de acompañamiento (suavizando su estilo original) con cantantes yeyé como Ana Belén o Lorella. Según algunos críticos, en su último año de vida (1967) evolucionaron hacia un Blues rock muy purista, del que no existen documentos grabados.

## Discografía
- Ep: "Grito tu Nombre / Shout / Rema, Rema, Rema / Si me Necesitas" (RCA, 1965)
- Ep: "No Volveré / Gitana / Paff...Bum / Me Reiré" (RCA, 1966)